# (3343) Nedzel
(3343) Nedzel – planetoida z grupy przecinających orbitę Marsa okrążająca Słońce w ciągu 3 lat i 220 dni w średniej odległości 2,35 j.a. Została odkryta 28 kwietnia 1982 roku w obserwatorium w Socorro przez Laurence Taff. Nazwa planetoidy pochodzi od V. Alexandera Nedzela przedwcześnie zmarłego w 1984 roku, literaturoznawcy, mecenasa nauki i przyjaciela odkrywcy. Przed nadaniem nazwy planetoida nosiła oznaczenie tymczasowe (3343) 1982 HS.